# Gefängnisschiff

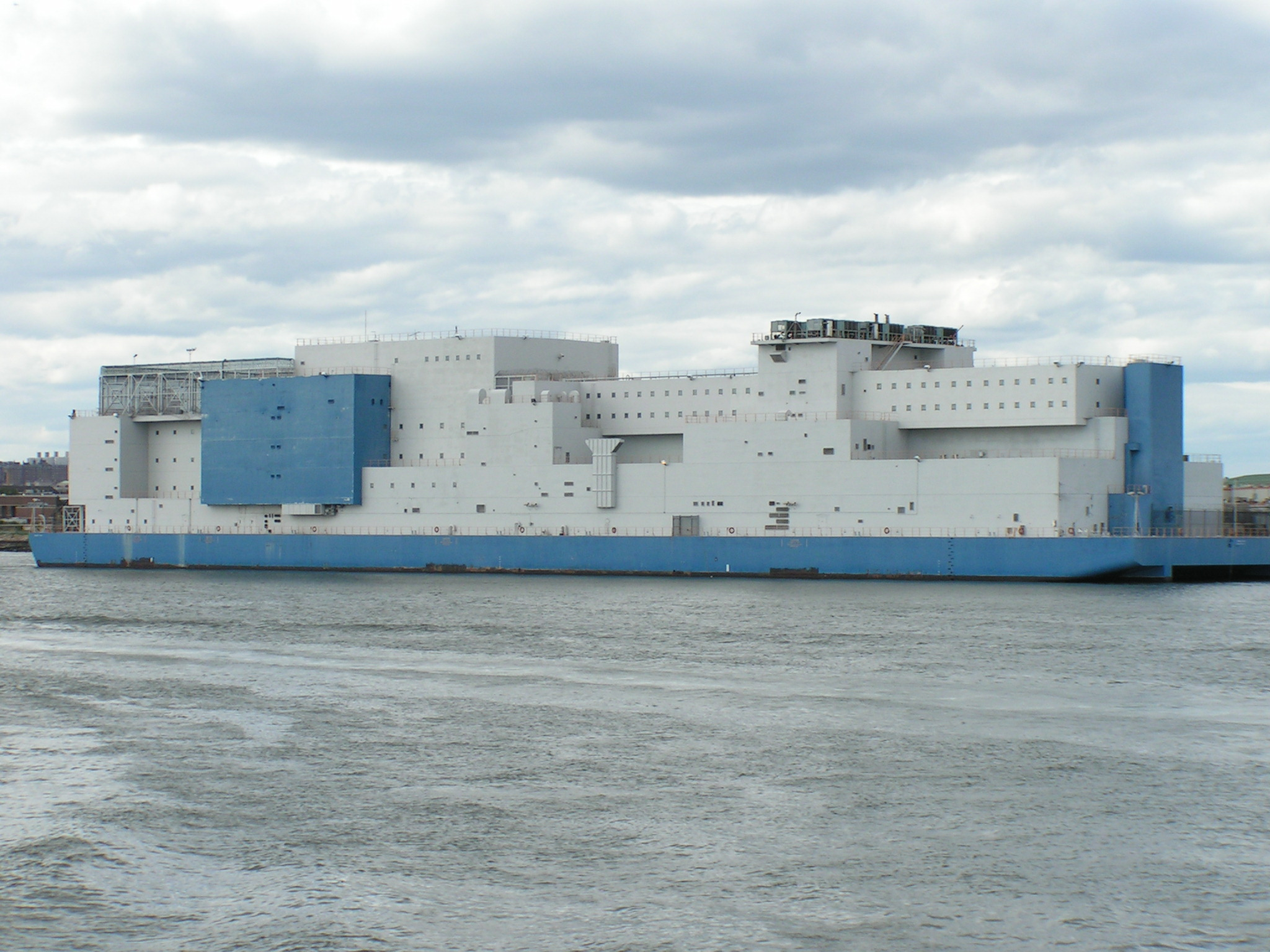
Vernon C. Bain Correctional Center (USA)

Ein Gefängnisschiff ist ein Schiff, das als Gefängnis dient. Es ist häufig festgemacht.
Gefängnisschiffe wurden historisch erstmals in England im 18. Jahrhundert verwendet, um die Überbelegung in Gefängnissen zu minimieren. Heute ist diese Gefängnisform kaum noch üblich, allerdings war in Großbritannien von 1997 bis 2005 ein Gefängnisschiff namens HMP Weare, ein früherer Truppentransporter, mit zu Gefängnis Verurteilten belegt.

## Geschichte
Die soziale Lage der englischen Bevölkerung war vor Beginn der Industrialisierung bäuerlich geprägt. Dies veränderte sich infolge der Mechanisierung der Arbeit in Manufakturen mit langen Arbeitszeiten ohne Erholungsmöglichkeiten, Kinderarbeit und niedrigen Löhnen mit der Folge einer Verelendung breiter Schichten bereits in den frühen Jahren des 18. Jahrhunderts. Selbst kleinste Vergehen wie Mundraub wurden mit harten Gefängnisstrafen geahndet. Die Kapazitäten der stationären Gefängnisse und der Gefängnisschiffe in England reichten nicht aus, deshalb wurde im Jahr 1718 ein Gesetz erlassen, das bei Vergehen mit einer Strafe von sieben Jahren die Deportation erlaubte, die anschließend in Sträflingsarbeit in den amerikanischen Kolonien umgewandelt wurde. 

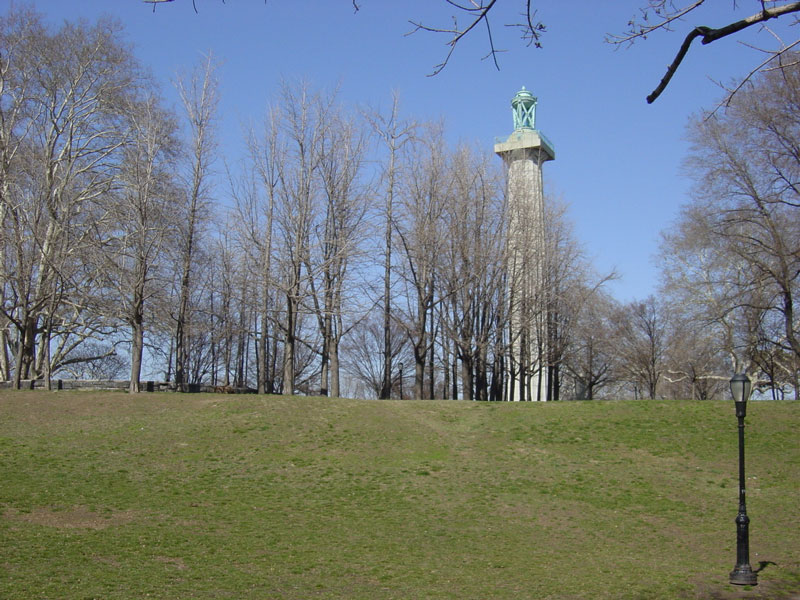
Prison Ship Martyrs Monument

Während des Amerikanischen Unabhängigkeitskrieges (1775–1783) wurden viele Kriegsgefangene in Gefängnisschiffen eingeschlossen. Dabei starben aufgrund extrem schlechter Haftbedingungen 11.500 Personen, mehr als in allen Schlachten des Krieges (4435). Eines dieser Schiffe war beispielsweise die Jersey der Royal Navy. Allein in der Wallabout Bay am East River gab es mindestens 16 Gefängnisschiffe der Briten mit 11.000 Gefangenen. 
Zum Gedenken an die Gefangenen wurde 1908 in Brooklyn das Prison Ship Martyrs' Monument errichtet, das es noch heute gibt.
Mit dem Verlust der amerikanischen Kolonien verschärfte sich die soziale Lage weiter und die Kriminalitätsrate stieg weiter an. Die Verbrecher konnten zur Strafarbeit nicht mehr in die amerikanischen Kolonien verbannt werden. Die Kapazitäten der Gefängnisse und die alternative Unterbringung in Gefängnisschiffen waren erschöpft. Es bedurfte neuer Alternativen zur Unterbringung. Diese Faktoren führten 1787 zu der Entscheidung der britischen Regierung, in Neu-Holland, so die damalige Bezeichnung Australiens, die Sträflingskolonie Australien zu errichten.
Das deutsche Schiff Cap Arcona wurde 1944 als Gefängnis für ca. 4.600 KZ-Häftlinge verwendet und am 3. Mai 1945 von britischen Flugzeugen zusammen mit anderen als Gefängnisschiffe eingesetzten Schiffen bombardiert und in Brand gesetzt. Fast alle Insassen wurden Opfer der Bombardierung und Brände. Viele der ausgemergelten Häftlinge, die über Bord sprangen, ertranken in der 8 °C kalten Lübecker Bucht.

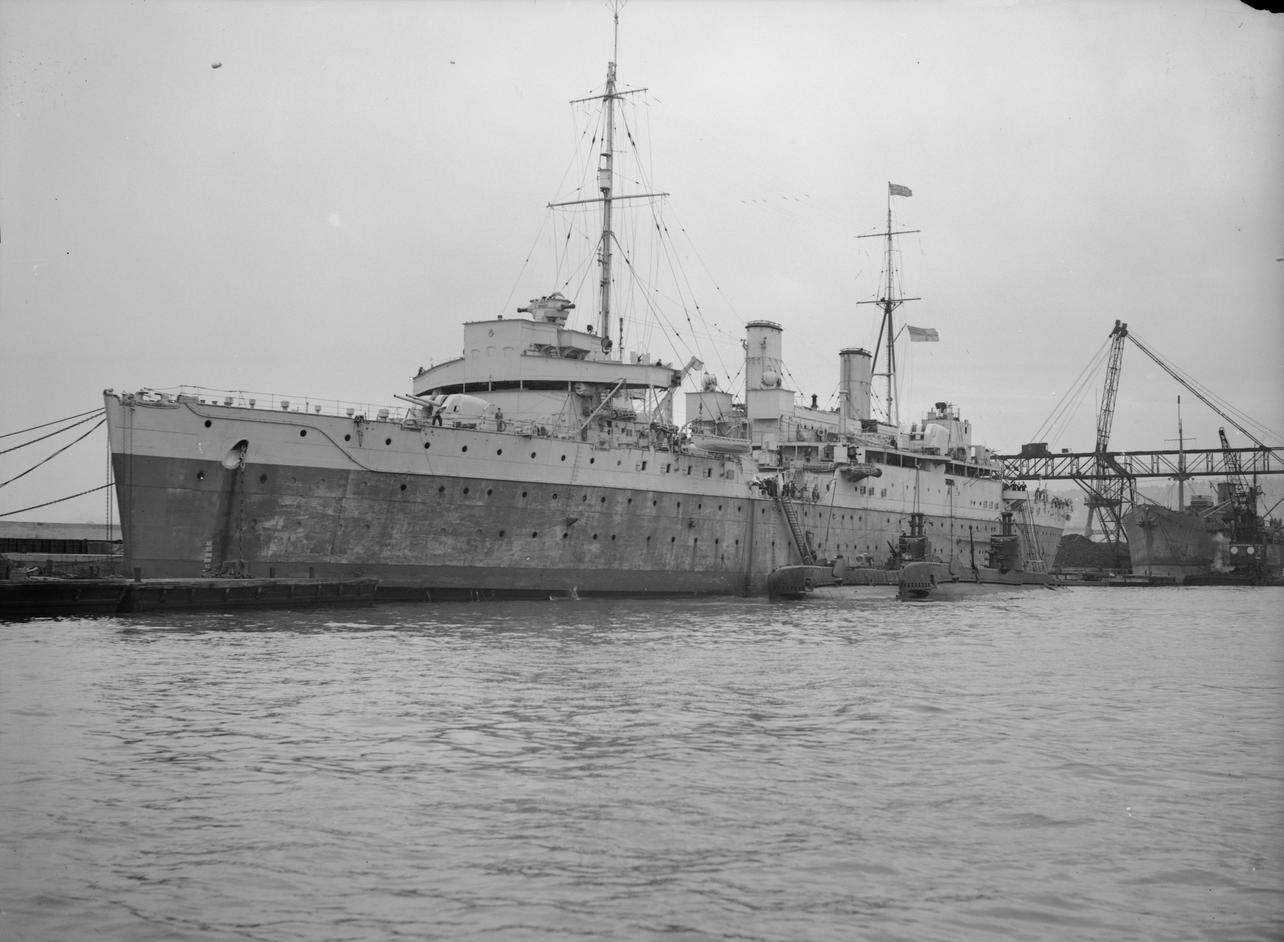
Die Maidstone im April 1943 vor Algier

Die Maidstone, ursprünglich als U-Boot-Begleitschiff gebaut und im Zweiten Weltkrieg eingesetzt, wurde in den 1970er Jahren von den Briten in Nordirland als Gefängnisschiff eingesetzt, auf dem Unabhängigkeitskämpfer, darunter auch Parteiangehörige der Sinn Féin (1972) in der Zeit der britischen Internment-Politik ohne Rechtsgrundlage inhaftiert wurden.

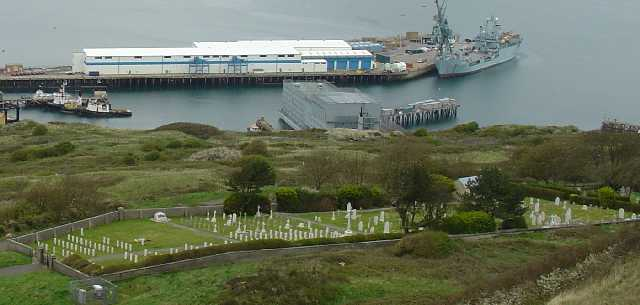
In der Mitte des Bildes ist direkt vor der Küste der graue Schiffsaufbau mit den Gefängniszellen der Weare zu erkennen

1997 wurde die Weare als zeitweise Maßnahme in Dienst genommen, um die Überfüllung der britischen Gefängnisse zu entlasten. Das Schiff war ein Transportschiff für Soldaten, das auch im Falklandkrieg eingesetzt war. Es war bis 2005 mit Gefängnisinsassen belegt und wurde 2008 verkauft. Sein Heimathafen war Portland in Dorset und es entwickelte sich in seiner Dienstzeit zu einer Touristenattraktion. Das Gefängnisschiff war in der britischen Öffentlichkeit umstritten. 2010 brachten die Tories Gefängnisschiffe wieder in die öffentliche Diskussion, da die Gefängnisse überfüllt waren.
Die australische Bundesregierung stellte 2007 das Patrouillenboot Triton in Dienst, das Kritiker als Gefängnisschiff bezeichnen. Die Triton kann bis zu 30 Personen, etwa Fischwilderer oder illegale Einwanderer, bis zu einem Monat lang auf See festsetzen. Als Heimathafen wurde Darwin im Northern Territory ausgewählt.